# Монастырь Базиаш
Монастырь Базиаш (серб. Манастир Базјаш, рум. Mănăstirea Baziaș) в честь Вознесения Господня — мужской монастырь Тимишоарской епархии Сербской православной церкви в селе Базиаш общины Сокол (серб. Соколовац) жудеца Караш-Северин Румынии.

## История
Основание монастыря произошло в XIII веке на фоне потепления сербско-венгерских отношений. Кризис в Венгерском королевстве вынудил короля Андраша II наладить отношения со своим южным соседом королём Стефаном. На Дунае состоялись переговоры между сербской делегацией во главе с архиепископом Саввой и королём Андрашем. Переговоры окончились благополучно, что позволило укрепить позиции православия в этих землях. На месте переговоров был основан монастырь Базиаш. Строительство монастыря велось с 1225 по 1229 год.
Источники XIV—XV веков свидетельствуют о том, что монастырь в то время был посвящён Преображению Господню и в нём проживал один из синаитов. Постройки монастыря были деревянными, поэтому часто разрушались. Во время турецкого владычества обитель продолжала свою деятельность. Монастырь не был упомянут в катистохе Печской патриархии за 1660—1666 года. Это свидетельствует о том, что монастырь, вероятно, был в то время разрушен.
В 1716 году, когда турки покидали Банат, они разрушили монастыри Базиаш и Златица, а эти земли перешли под власть Габсбургской монархии. В 1721 году монастырская церковь была восстановлена, на этот раз её построили из камня. В 1738 году во время очередной Австро-турецкой войны монастырь был снова сожжён турками. Документ Вршацкой и Карансебешской епархии от 15 января 1757 года упоминает, что монастырь был в бедственном состоянии: в прняворе (селе при монастыре) было четыре дома, в монастыре проживал «Вениамин наместник, один старец…». В 1771 году в обители жил только один насельник — Вениамин (Николаевич).
В 1772 году указом императрицы Марии Терезии монастырь Базиаш был присоединён к Златице. В 1775 году в монастырях Златица, Базиаш и Кусич вместе взятых жило 8 насельников, во главе с игуменом Паисием (Андреевичем). В 1788 году монастырь Златица был сожжён турками, но Базиашский монастырь уцелел. В 1805 году в Базиаше был построен каменный братский корпус с пятью комнатами и трапезной. В 1848 году сюда переезжает братия разрушенной венгерскими войсками Златицы. В 1860 году монастырская церковь Базиаша была расписана, Живком и Димитрие Петровичами из Земуна был написан иконостас, состоящий из 40 икон. В том же году Златица была восстановлена и братия вернулась в свой монастырь.
В 1868—1872 годах при игумене Златицкого монастыря Лукиане (Еремиче) проводился ремонт церкви и монастырского корпуса Базиаша. В 1887 году игумен Лукиан уходит в монастырь Войловица. Материальное положение монастырей ухудшилось, поэтому Златица и Базиаш были присоединены к Войловице.
В 1900 году Базиаш стал самостоятельным, а его игуменом стал Иосиф (Попович). Монастырь получал значительные суммы пожертвований, за счёт чего улучшил своё состояние. 15 мая 1914 года игумена Иосифа перевели в Войловицу. Во время Первой мировой войны Базиаш находился в прифронтовой зоне. Здания монастыря пострадали от артобстрелов. В 1919 году новым игуменом становится Константин (Йованович), но уже в 1923 году его переводят в Златицу. В 1930-х годах Базиаш снова был присоединён к Златице. К 1934 году в Базиаше не осталось насельников.
1 июня 1936 года монастырь был снова открыт, а его игуменом стал Пантелеимон (Дошен), но уже в 1937 году Базиаш вновь был присоединён к Златице. В 1939 году монастырь вновь стал самостоятельным, во главе с Георгием (Драгичем). В 1940 году последнего назначают администратором Златицы. Во время Второй мировой войны монастырь опять пострадал от артобстрелов. С 1 декабря 1945 по 12 января 1949 года всеми тремя монастырями (Златица, Базиаш, Кусич) управлял иеромонах Кирилл (Секулич). 13 ноября 1955 года он умер в Базиаше от сердечного удара. С его смертью монашеская жизнь в обители вновь угасла. В 1980 году монастырь был снова открыт.